# Émile Ronet
Émile Ferdinand Robinet dit Émile Ronet, né le 11 juillet 1884 dans le 11e arrondissement de Paris et mort le 18 avril 1959 à l'hôpital Lariboisière dans le 10e arrondissement de Paris, est un acteur français.
Il est le père du comédien Maurice Ronet.

## Biographie
Fils d'un ciseleur et d'une institutrice, il est déjà artiste dramatique à l'époque de son service militaire (1905-1907). Rappelé sous les drapeaux par la mobilisation générale d'août 1914 et affecté au 276e régiment d'infanterie, le soldat Robinet est promu caporal en septembre 1914 puis sergent en juin 1915. Il obtient une citation lui donnant droit au port de la croix de guerre en octobre 1915. Il fait partie des centaines d'hommes de son régiment faits prisonniers de guerre à La Ville-aux-Bois le 10 mars 1916 lors de l'attaque allemande qui s'empare du Bois des Buttes. Interné au camp de prisonniers de Münster-II (camp de Rennbahn), le sergent Robinet est rapatrié en décembre 1918 et rendu à la vie civile en mars 1919.
Après avoir longtemps joué au théâtre, il entame tardivement une carrière d'acteur de seconds rôles au cinéma.

## Filmographie
- 1934 : Cartouche de Jacques Daroy : Gaillard
- 1939 : Bécassine de Pierre Caron
- 1946 : Le Cabaret du grand large de René Jayet : Adrien
- 1946 : L'Homme de la nuit de René Jayet : Métaignier
- 1946 : L'Homme traqué de Robert Bibal
- 1946 : Triple enquête de Claude Orval
- 1947 : Mandrin, film en deux époques de René Jayet : Cadet
- 1948 : La Femme que j'ai assassinée de Jacques Daniel-Norman : Cordier
- 1948 : Ma tante d'Honfleur de René Jayet : le brigadier
- 1948 : Le Secret de Monte-Cristo d'Albert Valentin : Monsieur Bastien
- 1948 : Meurtre à la clinique de Pierre Blondy (court métrage)
- 1949 : Rendez-vous de juillet de Jacques Becker : Monsieur Moulin, le père de Roger
- 1950 : Les Deux Gamines de Maurice de Canonge : le photographe
- 1950 : Le Gang des tractions-arrière de Jean Loubignac : le commissaire-priseur
- 1951 : La nuit est mon royaume de Georges Lacombe
- 1951 : Piédalu à Paris de Jean Loubignac : le maire
- 1952 : Piédalu fait des miracles de Jean Loubignac
- 1952 : Rue de l'Estrapade de Jacques Becker : le patron du café
- 1953 : L'Amour d'une femme de Jean Grémillon : le père de Fernande Malgorn
- 1955 : Boulevard du crime de René Gaveau

## Théâtre
- 1950 : Monsieur de Saint-Obin de H. M. Harwood, mise en scène Aimé Clariond, Théâtre des Célestins
- 1950 : La Grande Pauline et les Petits Chinois de René Aubert, mise en scène Pierre Valde,  Théâtre de l'Étoile